# Cranleigh
Cranleigh is een civil parish in het bestuurlijke gebied Waverley, in het Engelse graafschap Surrey. De plaats telt 11.492 inwoners.

## Geboren
- Mark Parsons (1986), voetbalcoach